# Messier 75
Messier 75 (také M75 nebo NGC 6864) je kulová hvězdokupa v souhvězdí Střelce s magnitudou 8,5. Objevil ji Pierre Méchain 27. srpna 1780 a v ten samý rok byla zahrnuta do Messierova katalogu. Hvězdokupa je od Země vzdálená okolo 68 200 ly.

## Pozorování

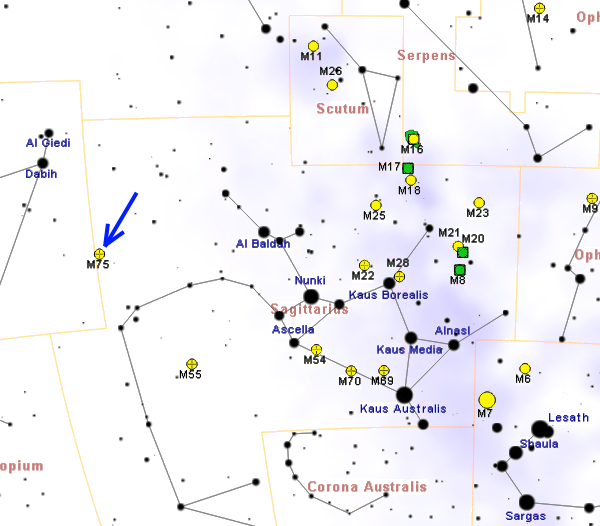
Poloha M 75 v souhvězdí Střelce.

M75 na obloze leží v oblasti bez jasných hvězd, přitom je ale tato oblast bohatá na hvězdy na pozadí. Při jejím hledání je možné vyjít od hvězdy Dabih (β Capricorni), od které M75 leží 8° jihozápadně. M75 patří mezi nejvíce zhuštěné kulové hvězdokupy; k jejímu nalezení není možné použít malé přístroje, ale například až triedr 11x80 a o rozlišení jednotlivých hvězd je možné se pokoušet až velkými dalekohledy.
M75 je možno jednoduše pozorovat z většiny obydlených oblastí Země, protože má dostatečně nízkou jižní deklinaci. Přesto není pozorovatelná v některých částech severní Evropy a Kanady, tedy blízko polárního kruhu, a ve střední Evropě zůstává poměrně nízko nad obzorem. Na jižní polokouli je hvězdokupa dobře viditelná vysoko na obloze během jižních zimních nocí. Nejvhodnější období pro její pozorování na večerní obloze je od května do srpna.

## Historie pozorování
Hvězdokupu objevil Pierre Méchain 27. srpna 1780 a v ten samý rok ji Charles Messier zahrnul do svého katalogu mlhovin a hvězdokup s tímto popisem: "mlhovina bez hvězd mezi Střelcem a hlavou Jednorožce." Jednotlivé hvězdy v ní poprvé rozeznal William Herschel v roce 1784, podobně jako v mnoha jiných kulových hvězdokupách.

## Vlastnosti
M75 je od Země vzdálena 68 200 světelných let, takže její úhlová velikost 6,8' odpovídá skutečnému průměru přibližně 130 světelných let. Její absolutní magnituda je -8,57 a je tedy přibližně 180 tisíckrát jasnější než Slunce. Její zhuštění dosahuje 1. stupně podle Shapleyho–Sawyerové klasifikace, takže patří mezi nejvíce zhuštěné kulové hvězdokupy.